# Sliven
Sliven (in bulgaro Сливен?) è una città della Bulgaria centro-orientale con una popolazione di circa centomila persone, che la colloca all'ottavo posto tra le città bulgare.

## Monumenti e luoghi d'interesse
Il celebre massiccio roccioso di Sinite Kamăni (Сините камъни, ovvero Rocce Blu) e il relativo parco naturale nazionale, insieme alla presenza di fonti di acqua minerale, offrono diverse opportunità per il turismo e il tempo libero.
Un altro luogo di interesse, rappresentato anche nel simbolo araldico della città, è il monumentale Starija Brjast (Старият Бряст, ovvero olmo antico), un centenario olmo posto proprio nel centro della città. La tradizione vuole che durante la dominazione da parte dell'Impero ottomano i rivoluzionari indipendentisti bulgari venissero impiccati ai rami di quest'albero dalle autorità ottomane. Forse anche per questo valore simbolico le autorità cittadine cercano con ogni mezzo, soprattutto con l'aggiunta di cemento armato alla base dell'albero, di mantenere in vita questa pianta centenaria. Nel 2014 l'olmo antico situato si è guadagnato la candidatura al concorso "Albero Europeo dell´Anno", vincendolo.
Un altro simbolo della città è Halkata (in italiano "anello"), un fenomeno roccioso a forma di anello, facilmente raggiungibile con una funivia situata a circa 6 km dal centro della città.

## Sport
L'OFC Sliven è la società calcistica cittadina. Milita nel Gruppo A, la massima serie del campionato di calcio bulgaro.

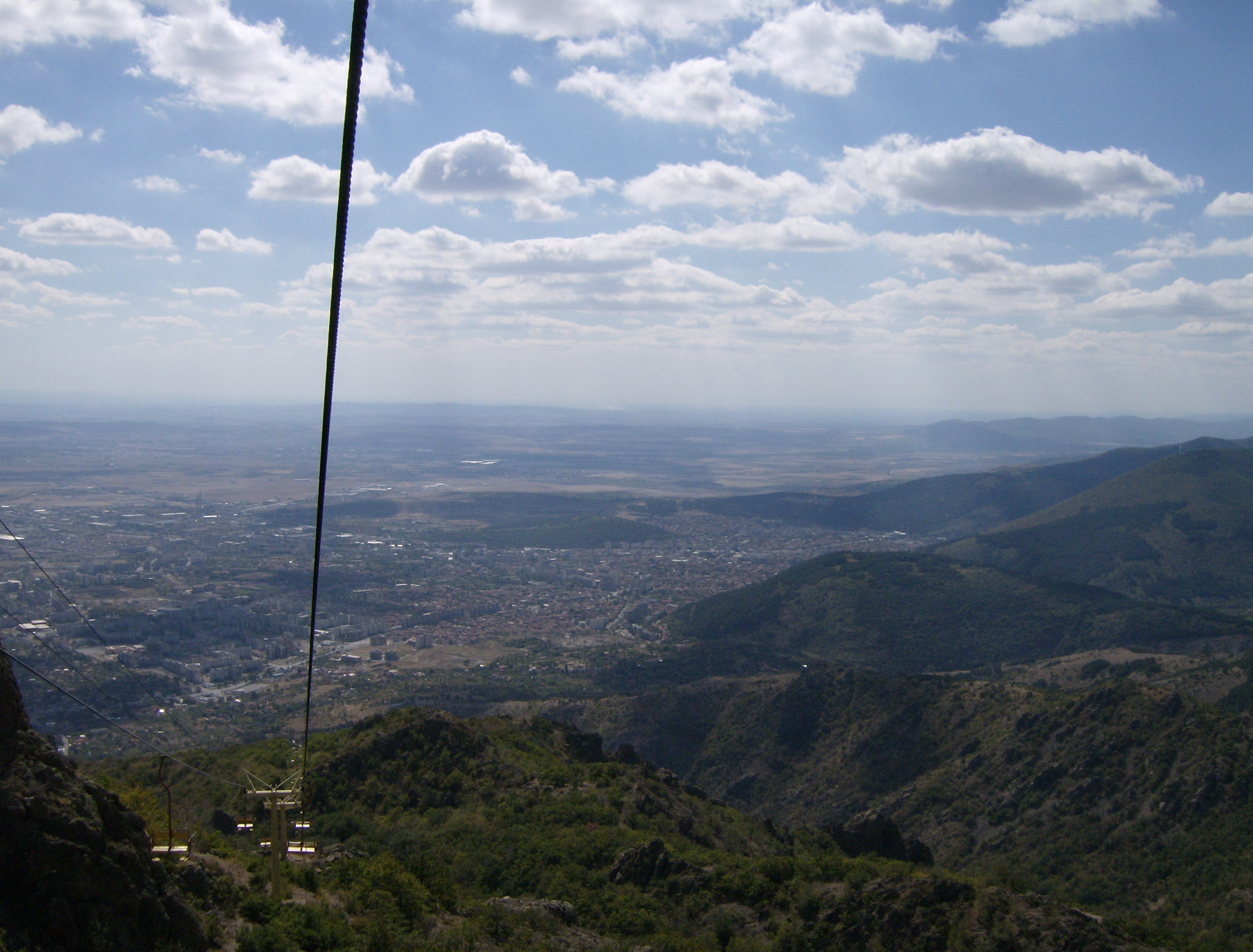

## Amministrazione

### Gemellaggi
- Alba Iulia[1]

## Località
Il comune è formato dall'insieme delle seguenti località:
- Sliven (sede comunale)
- Bikovo
- Blatec
- Boževci
- Bozadžii
- Bjala
- Čintulovo
- Čokoba
- Dragodanovo
- Gabrailovo
- Gergevec
- Glufiševo
- Glušnik
- Goljamo Čočoveni
- Gorno Aleksandrovo
- Gradsko
- Ičera
- Izgrev
- Kalojanovo
- Kamen
- Kermen
- Kovačite
- Krušare
- Malko Čočoveni
- Mečkarevo
- Mladovo
- Nikolaevo
- Novačevo
- Panaretovci
- Rakovo
- Samuilovo
- Seliminovo
- Skobelevo
- Sotirja
- Sredorek
- Stara reka
- Staro selo
- Strupec
- Topolčane
- Trapoklovo
- Văglen
- Zajčari
- Želju vojvoda
- Zlati vojvoda